# Lilla Halsjön
Lilla Halsjön är en sjö i Avesta kommun i Dalarna och ingår i Dalälvens huvudavrinningsområde.